# Berserk

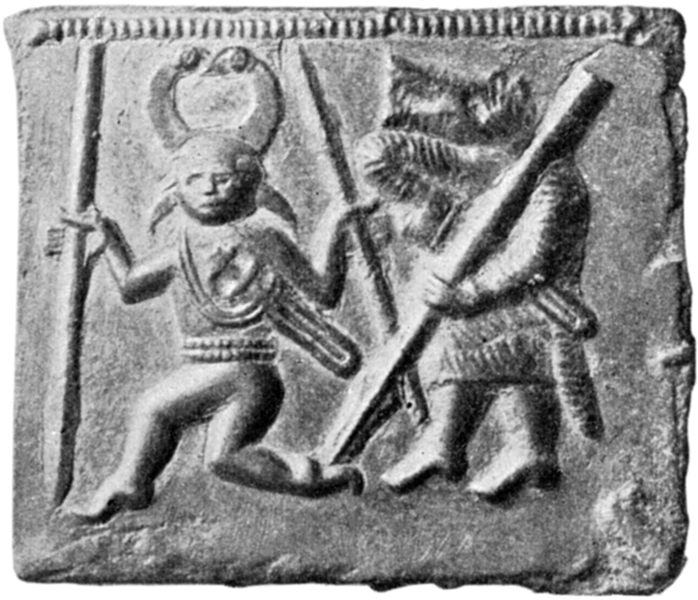
Plíšek vendelské éry zobrazující tanečníka se zbraněmi doprovázeného bojovníkem, zřejmě berserkem

Berserkové nebo také berserkerové bylo označení pro bojovníky evropského severu, kteří se vyznačovali svou zběsilostí v boji. Jejich název je odvozen buď přímo od slova berserkr – medvědí košile (oblékající se do medvědích kožešin), nebo od bare serk – bez košile (tj. bez brnění), nebo od slova björneserk – člověk ve zvířecí kůži, člověk zvířecí povahy.

## Mýty a legendy

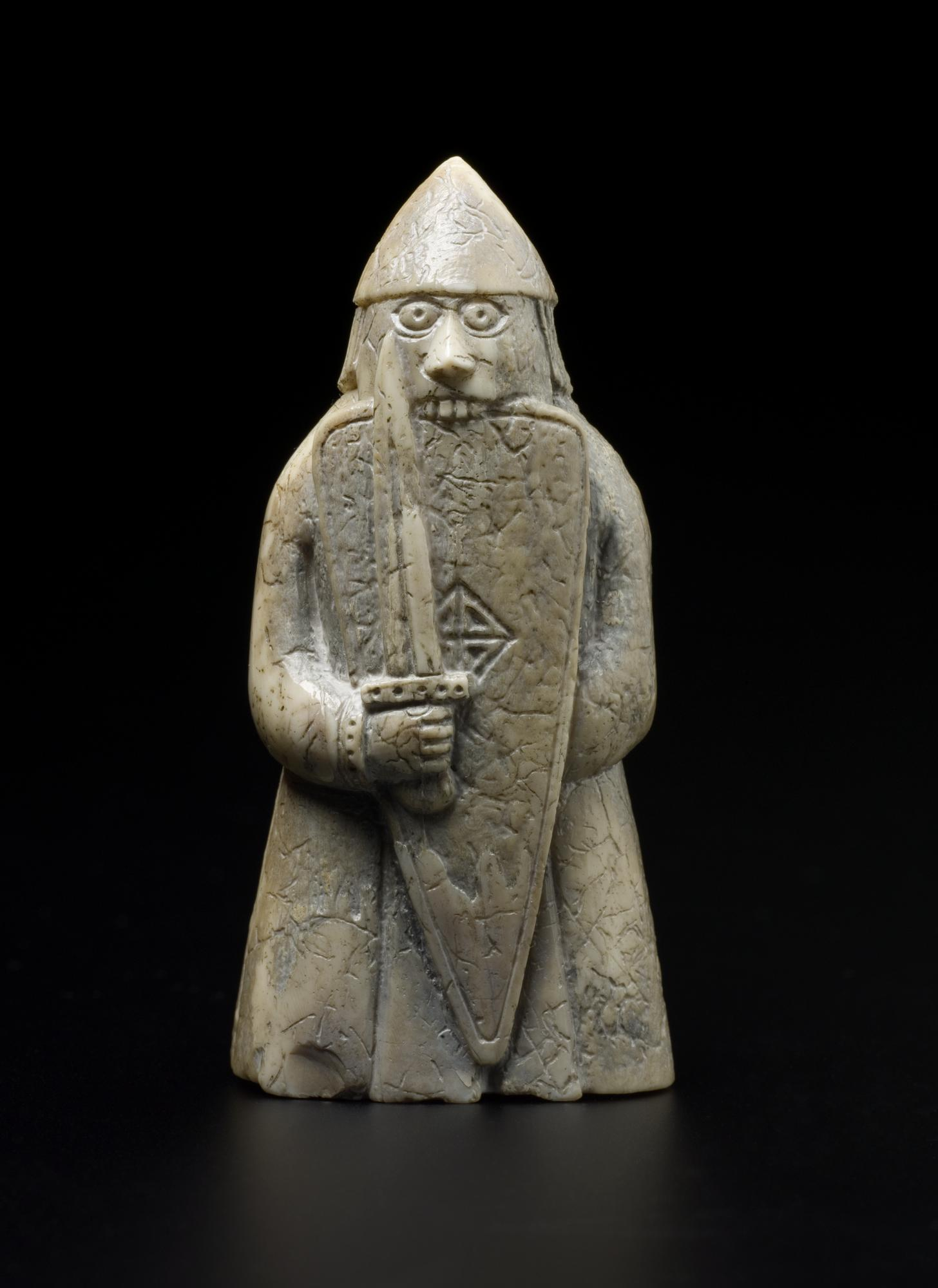
Šachová figurka z ostrova Lewis, zakusující se do vlastního štítu

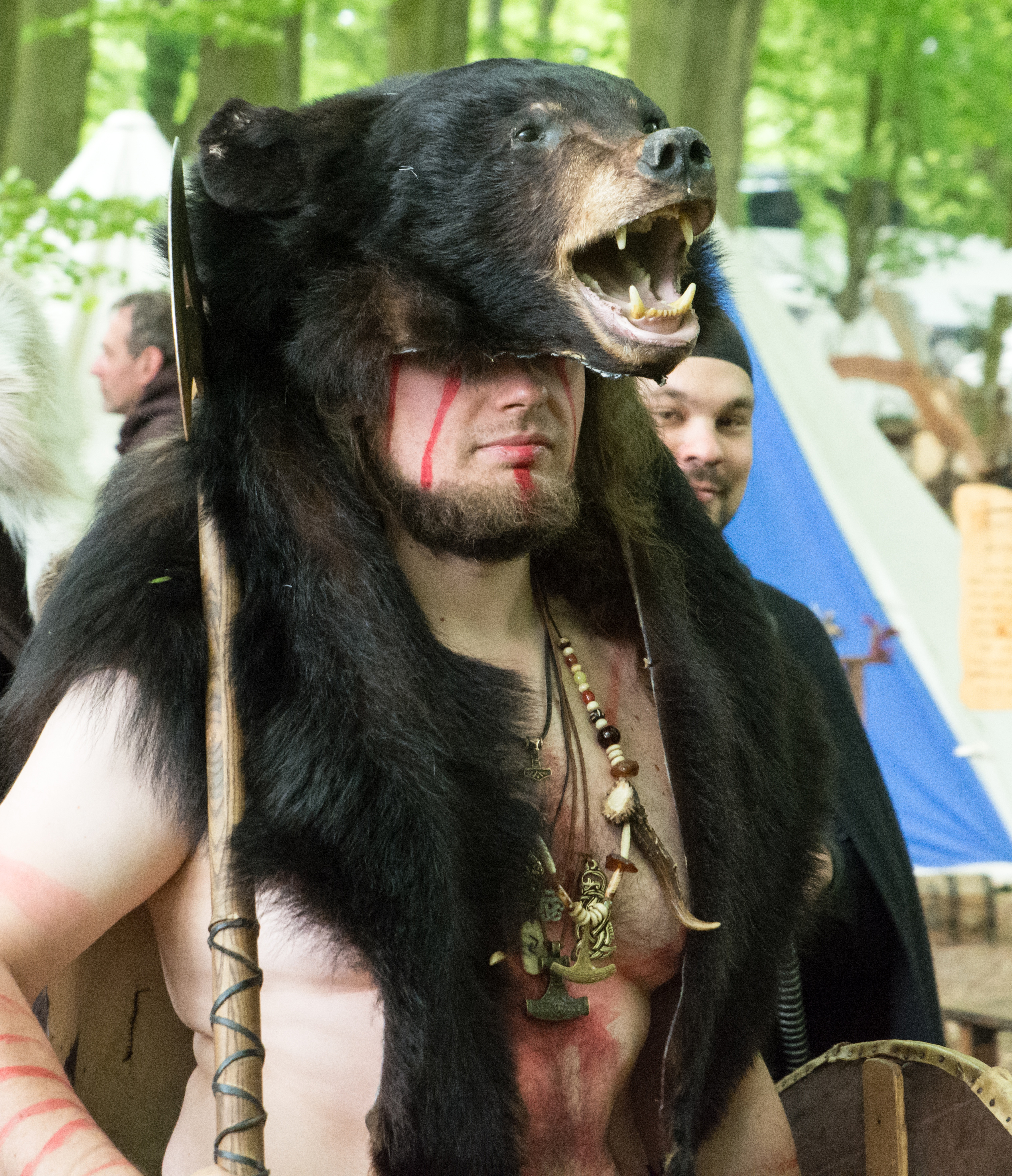
Účastník akce oživlé historie v Německu

Traduje se o nich spousta mýtů. Berserkové údajně necítili bolest a ve svém stavu nekontrolovatelné zběsilosti byli imunní vůči ohni i kovu. Dle legendy bojoval v bitvě u Stamford Bridge přímo na onom mostě pouhopouhý jeden berserk a údajně porazil přes 40 Anglosasů, než jej nepřátelé dokázali přelstít a porazit. I mnozí z králů měli celé družiny berserků. V ságách se můžeme například dočíst, že Harald I. Krásnovlasý využíval berserky jako osobní strážce. Pracovali také jako nájemní zabijáci a žoldáci.
Berserkové uctívali hlavního severského boha Odina. Čekali také na Ragnarok (konec světa), kdy měli stát právě po boku boha Odina.
Vědci se zabývali možným původem tohoto stavu zběsilosti, tzv. berserkergangem. Jednou z hypotéz, jak tohoto zuřivého stavu berserkové dosahovali, bylo užívání omamných látek před bitvou, např. muchomůrek, které v sobě obsahují alkaloid Muskarin a řadu jiných toxinů jako amanitin, muscimol nebo kyselina ibotenová. Tyto látky mohly způsobit ztrátu pocitu bolesti, ztrátu veškerých zábran, jakékoli rozvahy a další intoxikační příznaky způsobující zdánlivou neporazitelnost berserkerů. Rovněž mohly působit halucinace. Další z možností bylo nadměrné užívání alkoholu nebo hypnóza. V pramenech se objevují také zmínky o kousání do štítu (viz šachová figurka berserka z ostrova Lewis) a pěně, tvořící se berserkům okolo úst během boje. Příčinou takového chování mohla být některá z duševních poruch, či epilepsie.

## Přenesený význam

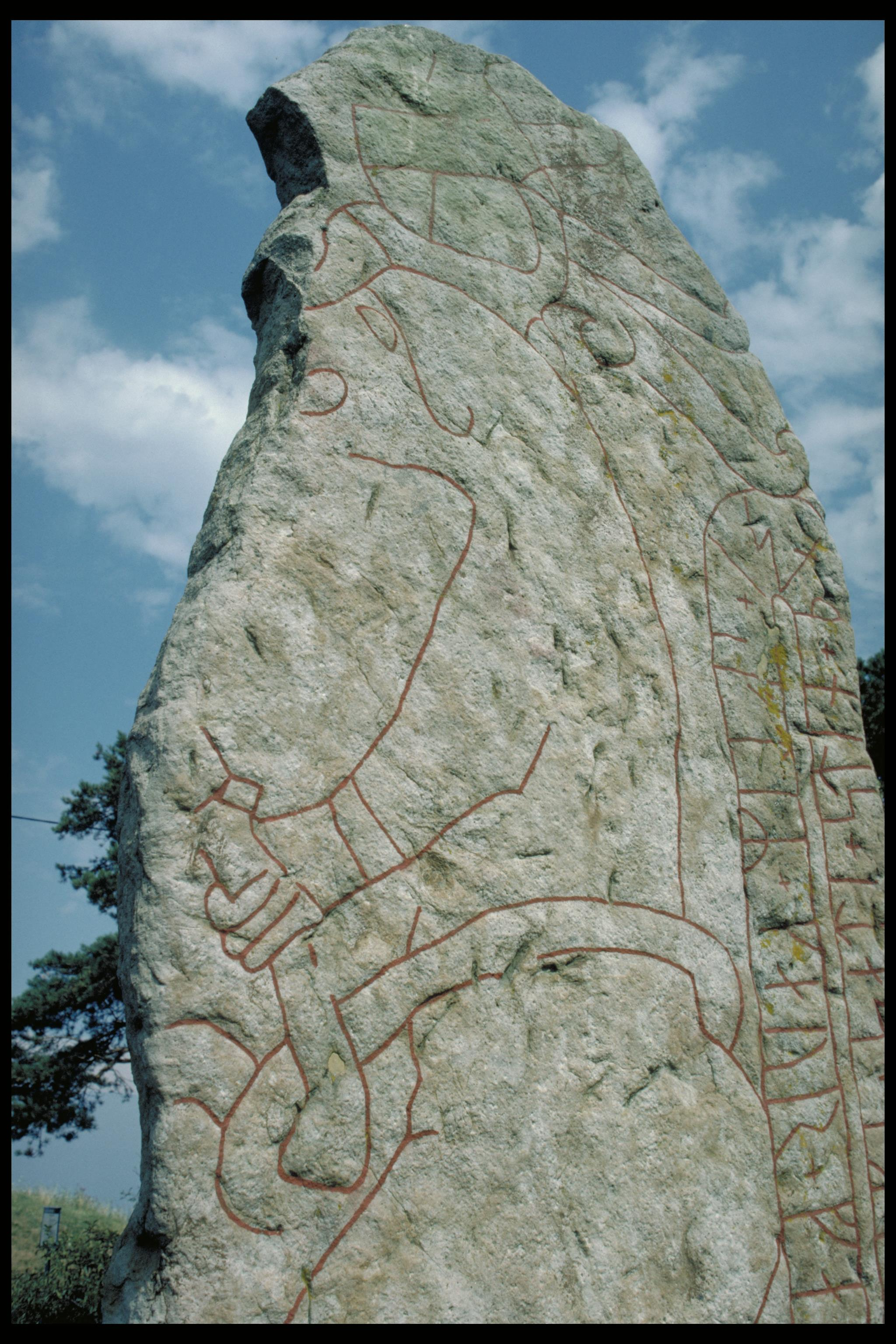
Runový kámen Vg 56 v Källby ve Västergötlandu s motivem představujícím patrně berserka

Slovní spojení „stát se berserkem“ nebo „změnit se v berserka“ se v přeneseném významu používá pro označení bojového šílenství – amoku, záchvatu neovladatelné agresivní zuřivosti a fanatické nenávisti, ve kterém dotyčný bezhlavě útočí nepříčetným, bestiálním způsobem a je schopen absolutně všeho. Při tom ovšem ignoruje nebezpečí, nevnímá vlastní bolest ani zranění, nebere ohled ani na svůj život.
Tyto obraty mají svůj původ ve válce ve Vietnamu.

## Hudební zpracování
V květnu 2019 vydala švédská death metalová skupina Amon Amarth své jedenácté studiové album s názvem Berserker. Na přebalu tohoto alba je znázorněn zřejmě onen obrovský berserker, jež bojoval na mostě v bitvě u Stamford Bridge. Součástí alba je píseň „Raven's Flight“, ke které vydala kapela také videoklip. V něm se vyskytuje hra s názvem Berserker a v této hře je znázorněn udatný boj obřího berserkera na mostě v bitvě u Stamford Bridge. Na tento klip navazuje videoklip ke skladbě „Crack the Sky“, ve kterém se bojovník z mostu najednou přemístí přímo na koncert kapely a zde bojuje s protivníky, které svou nezastavitelnou silou a zběsilostí porazí.